# Факултет за хемију и хемијску технологију Универзитета у Љубљани
Факултет за хемију и хемијску технологију (скраћеница ФККТ) је члан Универзитета у Љубљани .
Налази се у улици Вечна пот 113.
Пре изградње нове зграде, која је завршена 2014. године,  факултет је радио на 6 сталних и око 18 привремених локација (Ашкерчева цеста 1, 5, 6, 7, 9 и 12; Гораждова 15, 17 и 19; Хајдрихова 19; Јадранска 19 и 21; Јамова 39, Кориткова 2; Липичева 2 и 6; Снежнишка 6; Шлајмерјева 6; Трг републике 3; Тржашка 25; Вечна пот 111; Вегова 4 и Залошка 4). Седиште ФККТ је било у Ашкерчевој 5. 
Садашњи декан је Андреја Жгајнар Готвајн.

## Организација
- Департман за хемију и биохемију (руководилац: Хелена Просен)
  - Катедра за аналитичку хемију (руководилац: Митја Колар)
  - Катедра за неорганску хемију (руководилац: Антон Меден)
  - Катедра за биохемију (руководилац: Марко Долинар)
  - Катедра за физичку хемију (руководилац: Јуриј Решчич)
  - Катедра за органску хемију (руководилац: Богдан Штефане)

- Катедра за хемијско инжењерство и техничку безбедност (руководилац: Маријан Мариншек)
  - Катедра за хемијско процесно, еколошко и биохемијско инжењерство (руководилац: Игор Плазл)
  - Катедра за материјале и полимерно инжењерство (руководилац: Уршка Шебеник)
  - Катедра за заштиту на раду, процесну и противпожарну безбедност (руководилац: Барбара Новосел)

- Инфраструктурни центар (руководилац: Андреја Жгајнар Готвајн)
  - Јединица за анализу органских молекула (руководилац: Јанез Кошмрљ)
  - Јединица за анализу малих молекула (руководилац: Маријан Мариншек)
  - Јединица за анализу макромолекула (руководилац: Матевж Помпе)

## Студијски програми
- Болоњски програми 1. циклуса

- Универзитетски студијски програм Хемија
- Универзитетски студијски програм Биохемија
- Универзитетски студијски програм Хемијско инжењерство
- Универзитетски студијски програм Техничка безбедност
- Високошколски студијски програм Хемијска технологија

- Болоњски програми 2. циклуса

- Мастер студијски програм Хемија
- Мастер студијски програм Биохемија
- Мастер студијски програм Хемијско инжењерство
- Мастер студијски програм Техничка безбедност
- Мастер студијски програм Хемијско образовање

- Болоњски програм 3. циклуса

- Докторски студијски програм Хемијске науке
  - смер Хемија
  - смер Биохемија
  - смер Хемијско инжењерствo